# Provincia de Temotu
Temotu es la provincia más oriental de las Islas Salomón y es al mismo tiempo un pequeño archipiélago. Antiguamente se llamaba provincia de las islas Santa Cruz. Consiste en dos cadenas de islas que van en paralelo una de la otra desde el noroeste al sudeste.
Las islas o grupos de islas que comprenden la provincia son:
- Anuta
- Fatutaka
- Islas Duff (Taumako)
- Islas Santa Cruz
- Islas Reef
- Tikopia
- Tinakula

Los habitantes de la isla Santa Cruz son predominantemente melanesios, aunque existen tres grupos de nativos papuanos en las islas Santa Cruz y Reef, mientras que los habitantes de Tikopia, Anuta, islas Duff y algunos de las islas Reef son polinesios.
La capital provincial es Lata, en la isla de Nendö, la mayor y más importante de las islas Santa Cruz.
- Datos: Q936088